# Biology Letters
Biology Letters is een internationaal, aan collegiale toetsing onderworpen wetenschappelijk tijdschrift op het gebied van de biologie en de ecologie.
De naam wordt in literatuurverwijzingen meestal afgekort tot Biol. Lett.
Het wordt uitgegeven door de Royal Society en verschijnt tweemaandelijks.
Het eerste nummer verscheen in 2005. Daarvoor was Biology Letters onderdeel van het tijdschrift Proceedings of the Royal Society B.